# Jordi Corominas i García
Jordi Corominas i García (Barcelona, 1958) és un alpinista i guia de muntanya català, especialment conegut per haver coronat per primer cop el K2 en solitari i sense oxigen artificial pel pilar sud-oest, una via anomenada "Magic Line" i consistent en una aresta de 3200 metres de desnivell que connecta la base de la muntanya i el cim.

## Biografia
Nascut a Barcelona l'any 1958, Corominas es va formar en l'escalada i l'alpinisme tant al Pirineu català com a les serralades de La Rioja, amb incursions als Alps. Després d'ésser reconegut com el millor esportista de La Rioja l'any 1991, Corominas decidí dedicar-se professionalment al muntanyisme, exercint com a guia de muntanya a Benasc. D'aquesta manera, centrà la seva pràctica de l'alpinisme en la realització de les vies més complexes i de major altura del món de la manera més minimalista i purista possible.

## Expedició al K2 per la Magic Line

Rutes al cim del K2 per la cara sud: A: Carena Oest; B: Cara Oest; C: Magic Line; D: Cara Sud; E: Esperó Sud-sud-est; F: Esperó dels Abruzzos

El juny de 2004, l'expedició formada per Òscar Cadiach, Manel de la Matta, Jordi Tosas, Valentí Giró i Jordi Corominas s'havia proposat coronar el K2 a través de la Magic Line, una via que només havia estat completada el 3 d'agost de 1986, quan els alpinistes polonesos Przmyslav Piasecki, Wojciech Wróz i el txec Pter Bozik la van obrir per coronar la segona muntanya més alta de la Terra. Després de dos mesos de treball equipant la via, el primer atac al cim es va efectuar durant una finestra de bon temps que va tenir lloc entre el 13 i el 15 d'agost de 2004. La intenció dels alpinistes era iniciar l'atac des del camp 3, situat a l'indret conegut com "El Púlpit", a 7.500 metres d'altura, fer vivac al camp 4, situat a mitja Magic Line i fer cim des d'allà.
| «                 | No tenia por. Crec que estava preparat per assumir tot el que vingués a partir d'aquell moment, crec que estava preparat i al lloc adequat després d'una feina ingent amb els meus companys. No tenia sentit girar cua. No en aquell punt. | » |
| — Jordi Corominas | |   |

L'atac al cim es va iniciar el 16 d'agost a les cinc de la matinada, i Corominas l'efectuà gairebé tot en solitari, ja que tant Òscar Cadiach com Manel de la Matta havien decidit girar cua després de fer vivac al camp 4 i comprovar que no tindrien temps a arribar al cim amb llum de dia. Malgrat tot, Corominas progressava amb decisió fins a un tram situat a uns 100 metres sota el cim, en el que invertí gairebé tota la jornada en tant que la capa de neu era molt gruixuda. Corominas coronà el K2 a mitjanit i des d'allà va descendir vers el camp base per la via normal, la de l'esperó dels Abruzzos, on contactà amb una expedició japonesa que havia fet cim per la via Cessen. Corominas va descendir fins al camp 3, on s'aturà per descansar unes hores i reprendre el camí vers el camp base, on va arribar el 18 d'agost.
Mentrestant, Cadiach i de la Matta estaven desfent el camí per la seva banda, amb enormes dificultats de mobilitat per part de De la Matta, que es queixava de dolors abdominals cada cop més intensos. Cadiach i de la Matta arribaren amb força dificultat al camp 1, on de la Matta no resistí el dolor i l'extenuació i traspassà, probablement a causa d'un quadre d'apendicitis.
Aquesta expedició fou guardonada amb el Piolet d'Or de la Federació Espanyola d'Esports de Muntanya i Escalada (FEDME). Aquest premi és la màxima distinció de l'alpinisme a Espanya, que es concedeix a les activitats de major dificultat que es realitzen cada any. L'expedició al K2 per la Magic Line fou reconeguda no només pel fet d'haver fet cim, sinó perquè s'hi arribà a través d'una via que només s'havia realitzat un cop, l'any 1986.

## Cims destacats
- 1990: ThalaySagar (6.904m) per la via americana, aresta oest
- 1991: Dhaulagiri (8.167m)
- 1994: Shivling II (6.501m) per la via Bonington-Fotheringham
- 1994: Meru Nord (6.450m), obrint la via Kundalini, a la cara est (activitat guardonada amb el Piolet d'Or)[2]
- 2004: K2 (8.611m), en solitari per la Magic Line (expedició guardonada amb el Piolet d'Or)
- 2007: Siulá Chico (Perú, 6.265m), paret oest (activitat guardonada amb el premi de la FEDME)[4]
- 2008: Cerro San Lorenzo (Patagònia argentina, 2.700m), obrint la primera ruta per la cara est

## Premis
- Millor esportista de La Rioja 1991
- Piolet d'or 1995 de la FEDME[2]
- Piolet d'or 2004 de la FEDME[11]
- Premi FEDME a les millors activitats de muntanyisme i escalada 2007
- Piolet d'Or Internacional 2024 (16è premi Walter Bonatti) en reconeixement de la seva trajectòria alpinística.[13][14]